# Divoțke, Rozdilna
Divoțke (în ucraineană Дівоцьке) este un sat în comuna Velîka Mîhailivka din raionul Rozdilna, regiunea Odesa, Ucraina.

## Demografie
Componența lingvistică a localității Divoțke
     Ucraineană (70,77%)
     Rusă (23,08%)
     Română (6,15%)
Conform recensământului din 2001, majoritatea populației localității Divoțke era vorbitoare de ucraineană (70,77%), existând în minoritate și vorbitori de rusă (23,08%) și română (6,15%).